# Malayozodarion hoiseni
Malayozodarion hoiseni là một loài nhện trong họ Zodariidae. Chúng được Hirotsugu Ono & Hashim miêu tả năm 2008. Chúng thường xuất hiện ở Malaysia.